# Operación Triunfo (Espanya)
Operación Triunfo, també conegut per les sigles OT, és un programa de telerealitat en forma de concurs de música que pretén formar cantants de música comercial. Va ser emès a TVE entre 2001 i 2003 i entre 2017 i 2020, per Telecinco entre 2005 i 2011, i per Prime Video entre 2023 i 2025, en el qual una sèrie de concursants demostren setmana a setmana les seves capacitats com a cantants en una gala en directe. Cada setmana un dels concursants és eliminat pel públic, fins que sis d'ells arriben a la final, en la qual, segons les normes, tres d'ells obtenen una carrera discogràfica. En algunes de les seves temporades, el màxim premi era representar Espanya en el Festival d'Eurovisió, així TVE aprofitava el repunt de popularitat que tenia el festival a Espanya per acabar de rellançar-lo per complet.
El programa ha tingut tretze temporades des de 2001 fins a l'última de 2025. Fins a la data, hi ha hagut dues edicions especialment destacades que es van convertir en autèntics fenòmens socials a Espanya: Operación Triunfo 2001 (de la qual van sortir cantants com David Bisbal, David Bustamante, Chenoa i Rosa López) i Operación Triunfo 2017 (amb artistes com Aitana Ocaña, Ana Guerra, Luis Cepeda, Lola Índigo, Agoney o la guanyadora de l'edició Amaia Romero). Aquestes es consideren les dues edicions més reeixides d'Operación Triunfo fins a l'actualitat tant en termes d'audiència com en impacte social.

## L'equip
- Director: Tinet Rubira.
- Productors executius: Toni Cruz, Josep Maria Mainat, Tinet Rubira, Jordi Rosell, Verónica Pareja
- Presentadors de gales: Carlos Lozano (2001-2004), Jesús Vázquez (2005-2009), Pilar Rubio (2011), Roberto Leal (2017-2020), Chenoa (2023-).
- Presentadors del xat: Nina (2001-2004,2011), Àngel Llàcer (2005, 2008-2009), Àlex Casademunt (2006), Carolina Iglesias (2017) i Ricky Merino (2018-2020).
- Presentadors dels resums:Jennifer Rope (2001-2002), Ainhoa Arbizu (2002-2004).
- Membres del jurat: Pilar Tabares (2001-2002), Narcís Rebollo (2001-2004), Inma Serrano (2003-2005), Alejandro Abad (2005-2006), Greta (2005-2006), Noemí Galera (2005-2011), Javier Llano (2005-2008 i 2020), Risto Mejide (2006-2009), Coco Comín (2008-2009), Ramoncín (2009), Eva Perales (2011), Fernando Argenta (2011), Rafa Sánchez (2011), José Antonio Abellán (2011), Mònica Naranjo (2017), Manuel Martos (2017-2018), Joe Pérez-Orive (2017-2018), Ana Torroja (2018), Natàlia Jímenez (2020), Javier Portugués (2020), Nina (2020), Concha Buika (2023), Cris Regatero (2023), Pablo Rouss (2023)

L'acadèmia
- Directors: Nina Agustí (2001-2004, 2011), Kike Santander (2005-2007), Àngel Llàcer (2008-2009) i Noemí Galera (2017-)[6]
- Professors:
  - Manu Guix (2001-).[6]
  - Àngel Llàcer (2001-2002, 2005, 2008-2009).
  - Helen Rowson (2001-2003).
  - Javier Castillo "Poty" (2001-2003).
  - Lawrence De Maeyer (2001-2002).
  - Viv Manning (2001-2002).
  - Mayte Marcos (2001-2003).
  - Marta Fiol (2002-2003).
  - Keith Morino (2002).
  - Sonia Rodríguez (2002-2003).
  - Gustavo Llull (2002-2003).
  - Néstor Serra (2002-2009).
  - Marietta Calderón (2002-2003).
  - Antonio Canales (2003).[7]
  - Beatriz González "Greta" (2003).[7]
  - Bruno Oro i Pichot (2003).[7]
  - Isabel Soriano (2003).[7]
  - Anna Valldeneu (2003).[7]
  - Irene Pallarés (2003).[7]
  - Joan Carles Capdevila (2003-2018).[6]
  - Edith Salazar (2005-2007).
  - Miryam Benedited (2005-2009).
  - Jessica Expósito (2005-2009).
  - José Expósito (2005-2007).
  - Saúl Garrido (2005)
  - Laura Jordan (2005)
  - Rubén Olmo (2005).
  - Muntsa Rius (2006-2007).
  - Patricia Kraus (2006-2007).
  - Bárbara de Senillosa (2006-2007).
  - Nikoleta Sekulovic (2006-2007).
  - Bea Simó (2006-2007).
  - Amelia Bernet (2008-2009)
  - Miguel Manzo (2008-2009)
  - Daniel Anglès (2011)
  - Marco Da Silva (2011)
  - Alfonso Vilallonga (2011)
  - Juanjo Amorín (2011)
  - Maialen Araolaza (2011)
  - Miquel Barcelona (2011)
  - Arantxa Coca (2011)
  - Javier Calvo i Javier Ambrossi (2017-2018)[8]
  - Vicky Gómez (2017-)
  - Mamen Márquez (2017-)
  - Laura Andrés (2017)[6]
  - Guille Milkyway (2017)[9]
  - Magalí Dalix (2017)[10]
  - Xuan Lan (2017)
  - Chris Nash (2017)[11]
  - Cristina Burgos (2017)[6]
  - Sheila Ortega (2017)[6]
  - Andrea Vilallonga (2017)[6][12]
  - Ana Amengual (2017)
  - Itziar Castro (2018)[6][8]
  - Gotzon Mantuliz (2018)[13]
  - Rubén Salvador (2018)[6]
  - Miqui Puig (2018)[6][14]
  - Iván Labanda (2020)
  - Zahara (2020)
  - Natalia Calderón (2020)
  - Cesc Escolà (2020)
  - Cristian Jiménez i Mario Jiménez (2020)
  - Eirian James (2020)
  - Brian Sellei (2020)
  - Xavier Mestres (2011)
  - Abril Zamora (2023-)
  - Vic Miralles (2023-)
  - Gerard Ibañez (2023-)
  - Judith Endje (2023-)
  - Jill Earnshaw (2023-)
  - Verónica Blume (2023-)
  - Pablo Lluch (2023-)
- La Postacadèmia
  - Directors:Mikel Herzog (2001-2002).

## Eurovisió
En la setmana del 20 al 27 de maig del 2002, Rosa i el seu "cor de luxe" (els concursants Bisbal, Bustamante, Chenoa, Gisela i Geno) van viatjar fins a Tallinn, Estònia, per preparar la seva participació en el Festival d'Eurovisió. Totes les cadenes repassaven dia a dia com anaven els assaigs per al gran dia fent connexions i enviant reporters especials. Finalment va arribar dissabte 25 de maig. TVE-1 va preparar un programa especial a les 18:00 de la tarda anomenat "Operación Eurovisión", des de Granada (terra natal de Rosa) i amb la participació dels concursants d'"OT" que no anaven a actuar a Tallinn, i en va obtenir 3.771.000 (44,5%). A les 21.00, va començar el Festival. Va ser un rotund èxit d'audiències: 11.942.000 espectadors (77,8%) van veure fins a les 23.00 hores les actuacions dels 24 països (13.203.000, 88,5% -- van veure l'actuació de Rosa, la més esperada, entre les 21.25 i les 21.29) De les 22.58 a les 24.00, 14.380.000 persones (85,2%) van veure "Ha arribat el moment", el bloc de les votacions, i 15.465.000 (91,1%) van veure les votacions d'Alemanya a Espanya, quan Rosa estava al quart lloc, (convertint-se en el moment més vist de la història des que existeix l'estadística de l'audiència). El post-eurovisió, de les 24.05 a les 24.45, va aconseguir 6.476.000 espectadors (56,68) Espanya va quedar setena. La premsa l'endemà es dividia entre els que afirmaven que hi havia una espècie de complot dels països nòrdics per votar-se entre ells i els que criticaven a TVE-1 per coses com que en els seus comentaris, Jose Luis Uribarri no mesurava les seves paraules o que la concursant Nuria Fergó digués la polèmica frase: "Que els donin per cul tots". També es va criticar l'excessiva pressió que penjava sobre les espatlles de Rosa en representar Espanya, i el despectivisme amb el qual van ser tractats els rivals de Rosa en els programes transmesos per TVE, previs a la final d'Eurovisió.
En les dues següents edicions, les emeses per TVE, també es va escollir així el representant d'Eurovisió: en OT2, Beth, 3a classificada, va representar Espanya l'any 2003 amb la cançó "Dime" quedant a 8a posició i Ramón, d'OT3, segon classificat, va representar Espanya en Eurovisió 2004 quedant en 10a posició amb la cançó "Para llenarme de ti"
En 2008, Andorra va elegir a Gisela, concursant d'Operación Triunfo 1 (8a classificada), per representar el país veí, en el Festival d'Eurovisió amb la cançó "Casanova", amb la qual Gisela no va aconseguir passar a la Final del Festival, va romandre a la Semifinal.
En 2009, cinc anys després de Ramón, Espanya va tornar a portar una triunfita a Eurovisió. Va ser Soraya Arnelas (2a finalista OT 2005), que va actuar a Moscou el 16 de maig. Va quedar en el lloc 24 amb la seva cançó "La noche es para mí".
Al 2015, una altra triunfita participa a Eurovisió. Es tracta d'Edurne (sisena finalista OT 2005), que va interpretar la cançó "Amanecer" el 23 de maig a Viena. Va quedar en la posició 21.
I finalment, en l'edició de 2017 es van decidir els candidats per Eurovisió 2018, Alfred i Amaia (guanyadora d'OT 2017) amb la cançó: "Tu Canción", que participaran el 12 de maig a Lisboa, Portugal.

## Els resultats en les llistes de vendes
Per una cosa en la qual s'ha caracteritzat "Operació Triunfo" i l'ha diferenciat dels altres "realities" és que "OT" no s'encasella només en la TV: publicitat, "merchadising" diversos (pòsters, gorres, mitjons, rellotges, etc.), espectacle (la nombrosa gira), cinema (la pel·lícula-documental dirigida per Jaume Balagueró), els vídeos (han venut 500.000 vídeos) i, sobretot, el mercat musical. Des del 13 de desembre del 2001 fins al 8 d'agost del 2002, algun CD relacionat amb "OT" (tant dels seus artistes com derivats), van liderar la llista oficial de vendes AFYVE (excepte la setmana del 8 al 13 d'abril, quan els "Grandes Éxitos" de Chayanne va estar una setmana en el més alt). Tots els CDs d'"OT" (concurs i artistes) en total han venut 8 milions de còpies. 4 milions es corresponen a CDs del concurs: es van editar 16 CDs corresponents a les 16 gales del concurs (cada un va vendre 100.000 còpies, en total 1.6 milions), el doble-CD "l'Àlbum" amb temes nadalencs va ser número u durant incomptables setmanes i va arribar a vendre la xifra de 1.2 milions (un dels 5 CDs més venuts a Espanya, junt amb Alejandro Sanz, Estopa, La Oreja de Van Gogh i Mónica Naranjo), el CD de la primera gala d'Eurovisió en directe va vendre 300.000 còpies, el CD "Tributo a Disney" amb les cançons de la gala homònima va pastar 700.000 còpies, el CD dedicat al Mundial de Futbol va conquerir 100.000 compradors i el CD d'"Eurovisión" en va vendre 100.000 més. Els altres 4 milions corresponen als àlbums dels artistes sortits del concurs.

## Concursants d'Operación Triunfo per edicions

### Operación Triunfo I (2001-2002)
| Núm. | Concursant          | Edat | Nacionalitat |
| 01   | Rosa López          | 20   | Espanya      |
| 02   | David Bisbal        | 22   | Espanya      |
| 03   | David Bustamante    | 19   | Espanya      |
| 04   | Chenoa              | 26   | Argentina    |
| 05   | Manu Tenorio        | 26   | Espanya      |
| 06   | Verónica Romero     | 23   | Espanya      |
| 07   | Nuria Fergó         | 22   | Espanya      |
| 08   | Gisela              | 22   | Espanya      |
| 09   | Naím Thomas         | 21   | Espanya      |
| 10   | Alejandro Parreño   | 23   | Espanya      |
| 11   | Juan Camus          | 28   | Espanya      |
| 12   | Natalia             | 18   | Espanya      |
| 13   | Àlex Casademunt (†) | 20   | Espanya      |
| 14   | Javián              | 27   | Espanya      |
| 15   | Mireia              | 19   | Espanya      |
| 16   | Geno Machado        | 19   | Espanya      |

### Operación Triunfo II (2002-2003)
| Nº | Concursant           | Edat | Nacionalitat |
| 01 | Ainhoa Cantalapiedra | 22   | Espanya      |
| 02 | Manuel Carrasco      | 21   | Espanya      |
| 03 | Beth                 | 20   | Espanya      |
| 04 | Miguel Nández        | 24   | Espanya      |
| 05 | Hugo Salazar         | 24   | Espanya      |
| 06 | Joan Tena            | 25   | Espanya      |
| 07 | Tony Santos          | 21   | Espanya      |
| 08 | Nika                 | 22   | Espanya      |
| 09 | Vega                 | 23   | Espanya      |
| 10 | Danni Úbeda          | 20   | Espanya      |
| 11 | Elena Gadel          | 19   | Espanya      |
| 12 | Tessa                | 20   | Espanya      |
| 13 | Marey                | 18   | Espanya      |
| 14 | Cristie              | 24   | Espanya      |
| 15 | Enrique Anaut        | 27   | Espanya      |
| 16 | Miguel Ángel Silva   | 25   | Espanya      |
| 17 | Mai Meneses          | 24   | Espanya      |

### Operación Triunfo III (2003-2004)
| Nº | Concursant         | Edat | Nacionalitat |
| 01 | Vicente Seguí      | 24   | Espanya      |
| 02 | Ramón del Castillo | 19   | Espanya      |
| 03 | Miguel Cadenas     | 22   | Espanya      |
| 04 | Davinia            | 18   | Espanya      |
| 05 | Mario Martínez     | 19   | Espanya      |
| 06 | Leticia Pérez (†)  | 26   | Espanya      |
| 07 | Noelia Fonte       | 18   | Espanya      |
| 08 | Nur                | 20   | Espanya      |
| 09 | Beatriz            | 18   | Espanya      |
| 10 | Borja Voces        | 19   | Espanya      |
| 11 | Israel             | 23   | Espanya      |
| 12 | Jorge              | 25   | Espanya      |
| 13 | Sonia Belice       | 29   | Espanya      |
| 14 | Miriam             | 22   | Espanya      |
| 15 | José               | 25   | Espanya      |
| 16 | Fede Monreal       | 23   | Espanya      |
| 17 | Isabel             | 20   | Espanya      |

### Operación Triunfo IV (2005)
| Nº | Concursant       | Edat | Nacionalitat |
| 01 | Sergio Rivero    | 19   | Espanya      |
| 02 | Soraya Arnelas   | 23   | Espanya      |
| 03 | Víctor Estévez   | 22   | Espanya      |
| 04 | Idaira           | 20   | Espanya      |
| 05 | Fran Dieli       | 24   | Espanya      |
| 06 | Edurne           | 20   | Espanya      |
| 07 | Lidia Reyes      | 20   | Espanya      |
| 08 | Sandra Polop     | 17   | Espanya      |
| 09 | Guille Barea     | 26   | Espanya      |
| 10 | Guillermo Martín | 24   | Espanya      |
| 11 | Mónica Gallardo  | 21   | Espanya      |
| 12 | Dani Sanz        | 28   | Espanya      |
| 13 | Héctor Rojo      | 29   | Espanya      |
| 14 | Jesús de Manuel  | 24   | Espanya      |
| 15 | Trizia           | 22   | Espanya      |
| 16 | Janina           | 20   | Alemanya     |

### Operación Triunfo V (2006-2007)
| Nº | Concursant           | Edat | Nacionalitat |
| 01 | Lorena Gómez         | 20   | Espanya      |
| 02 | Daniel Zueras        | 25   | Espanya      |
| 03 | Leo Segarra          | 25   | Espanya      |
| 04 | Saray Ramírez        | 24   | Espanya      |
| 05 | Moritz               | 28   | Alemanya     |
| 06 | José Galisteo        | 29   | Espanya      |
| 07 | Ismael García        | 18   | Espanya      |
| 08 | Jorge González       | 18   | Espanya      |
| 09 | Eva Carreras         | 26   | Espanya      |
| 10 | Vanessa González     | 28   | Espanya      |
| 11 | Mayte Gómez          | 22   | Espanya      |
| 12 | Mercedes Durán       | 24   | Espanya      |
| 13 | Cristina Esteban     | 16   | Espanya      |
| 14 | José Antonio Vadillo | 22   | Espanya      |
| 15 | Xavier Dealbert      | 20   | Espanya      |
| 16 | Encarna Navarro      | 22   | Espanya      |

### Operación Triunfo VI (2008)
| Nº | Concursant       | Edat | Nacionalitat |
| 01 | Virginia Maestro | 25   | Espanya      |
| 02 | Pablo López      | 24   | Espanya      |
| 03 | Chipper          | 34   | EUA          |
| 04 | Manu Castellano  | 17   | Espanya      |
| 05 | Sandra Criado    | 24   | Espanya      |
| 06 | Mimi Segura      | 27   | Espanya      |
| 07 | Iván Santos Mora | 24   | Espanya      |
| 08 | Noelia Cano      | 23   | Espanya      |
| 09 | Anabel Dueñas    | 22   | Espanya      |
| 10 | Tania S          | 18   | Espanya      |
| 11 | Reke             | 22   | Espanya      |
| 12 | Esther Aranda    | 21   | Espanya      |
| 13 | Tania G          | 25   | Espanya      |
| 14 | Rubén Muñoz      | 21   | Espanya      |
| 15 | Paula Ortiz      | 23   | Espanya      |
| 16 | Ros              | 16   | Espanya      |
| 17 | Patty García     | 24   | Espanya      |

### Operación Triunfo VII (2009)
| Nº | Concursant                | Edat | Nacionalitat |
| 01 | Mario Álvarez             | 23   | Espanya      |
| 02 | Brenda Mau                | 20   | Perú         |
| 03 | Jon Allende               | 23   | Espanya      |
| 04 | Ángel Capel               | 22   | Espanya      |
| 05 | Patricia Navarro          | 21   | Espanya      |
| 06 | Silvia Parejo             | 16   | Espanya      |
| 07 | Cristina Rueda            | 16   | Espanya      |
| 08 | Samuel Cuenca             | 19   | Espanya      |
| 09 | Rafa Bueso                | 21   | Espanya      |
| 10 | Alba Lucía                | 18   | Espanya      |
| 11 | Elías Vargas              | 22   | Espanya      |
| 12 | Diana Tovar               | 20   | Espanya      |
| 13 | Maxi (Víctor Giménez)     | 25   | Espanya      |
| 14 | Nazaret Tebar             | 19   | Espanya      |
| 15 | Pedro Moreno              | 20   | Espanya      |
| 16 | Guadiana Almena           | 22   | Espanya      |
| 17 | Púa (Víctor Púa)          | 18   | Espanya      |
| 18 | Patty (Patricia del Olmo) | 26   | Espanya      |

### Operación Triunfo VIII (2011)
| Nº | Concursant                    | Edat | Nacionalitat         |
| 01 | Nahuel Sachak                 | 19   | Paraguai             |
| 02 | Álex Forriols                 | 26   | Espanya              |
| 03 | Jefferson (Mario Gómez)       | 20   | Espanya              |
| 04 | Alexandra Masangkay           | 18   | Filipines            |
| 05 | Niccó (Raquel San Nicolás)    | 20   | Espanya              |
| 06 | Josh Prada                    | 27   | Espanya              |
| 07 | Roxio (Rocío Torralba)        | 21   | Espanya              |
| 08 | Nirah (Nuria Robles)          | 22   | Espanya              |
| 09 | Naxxo (Nacho Barnili)         | 26   | Espanya              |
| 10 | Coraluna (Ana Isabel Mercado) | 21   | Espanya              |
| 11 | Juan Delgado                  | 25   | República Dominicana |
| 12 | Moneiba Hidalgo               | 28   | Espanya              |
| 13 | Geno Machado                  | 28   | Espanya              |
| 14 | Ramil (Enrique Ramil)         | 26   | Espanya              |
| 15 | Charlie Karisen               | 17   | Espanya              |
| 16 | Silvia Román                  | 21   | Espanya              |
| 17 | Sira (Sara Begoña Pérez)      | 19   | Espanya              |

### Operación Triunfo 2017 (2017-2018)
| Nº | Concursant          | Edat | Nacionalitat | Residència                 |
| 01 | Amaia Romero        | 19   | Espanya      | Pamplona                   |
| 02 | Aitana Ocaña        | 19   | Espanya      | Sant Climent de Llobregat  |
| 03 | Miriam Rodríguez    | 22   | Espanya      | Pontedeume                 |
| 04 | Alfred García       | 21   | Espanya      | El Prat de Llobregat       |
| 05 | Ana Guerra          | 23   | Espanya      | San Cristóbal de La Laguna |
| 06 | Agoney Hernández    | 21   | Espanya      | Adeje                      |
| 07 | Roi Méndez          | 24   | Espanya      | Santiago de Compostel·la   |
| 08 | Nerea Rodríguez     | 19   | Espanya      | Gavà                       |
| 09 | Luis Cepeda         | 28   | Espanya      | Ourense                    |
| 10 | Raoul Vázquez       | 21   | Espanya      | Montgat                    |
| 11 | Mireya Bravo        | 20   | Espanya      | Alhaurín de la Torre       |
| 12 | Ricky Merino        | 31   | Espanya      | Palma                      |
| 13 | Marina              | 19   | Espanya      | Montequinto                |
| 14 | Thalía Garrido      | 18   | Espanya      | Malpartida de Plasencia    |
| 15 | Juan Antonio Cortés | 23   | Espanya      | Bilbao                     |
| 16 | Mimi Doblas         | 25   | Espanya      | Huétor-Tájar               |

### Operación Triunfo 2018
| Nº | Concursant      | Edat | Nacionalitat | Residència                    |
| 1  | Famous Oberogo  | 19   | Nigèria      | Bormujos                      |
| 2  | Alba Reche      | 20   | Espanya      | Elx                           |
| 3  | Natalia Lacunza | 19   | Espanya      | Pamplona                      |
| 4  | Sabela Ramil    | 24   | Espanya      | As Pontes de García Rodríguez |
| 5  | Julia Medina    | 23   | Espanya      | Cadis                         |
| 6  | Miki Núñez      | 22   | Espanya      | Terrassa                      |
| 7  | Marta Sango     | 18   | Espanya      | Vélez-Málaga                  |
| 8  | María Villar    | 26   | Espanya      | Madrid                        |
| 9  | Marilia Monzón  | 18   | Espanya      | Las Palmas de Gran Canaria    |
| 10 | Carlos Right    | 25   | Espanya      | Esplugues de Llobregat        |
| 11 | Noelia Franco   | 22   | Espanya      | Màlaga                        |
| 12 | Damion Frost    | 21   | Alemanya     | Adeje                         |
| 13 | Dave Zulueta    | 20   | Espanya      | Sanlúcar de Barrameda         |
| 14 | Joan Garrido    | 22   | Espanya      | Palma                         |
| 15 | África Adalia   | 22   | Espanya      | Madrid                        |
| 16 | Alfonso La Cruz | 22   | Veneçuela    | Madrid                        |

### Operación Triunfo 2020
| Nº | Concursant        | Edat | Nacionalitat | Residència                 |
| 1  | Nía Correia       | 26   | Espanya      | Las Palmas de Gran Canaria |
| 2  | Flavio Fernández  | 19   | Espanya      | Múrcia                     |
| 3  | Eva Barreiro      | 19   | Espanya      | Sada                       |
| 4  | Anajú Calavia     | 25   | Espanya      | Alcanyís                   |
| 5  | Hugo Cobo         | 20   | Espanya      | Còrdova                    |
| 6  | Maialen Gurbindo  | 26   | Espanya      | Pamplona                   |
| 7  | Samantha Gilabert | 26   | Espanya      | Beniarrés                  |
| 8  | Bruno Carrasco    | 25   | Uruguai      | Alcalá de Henares          |
| 9  | Gèrard Rodríguez  | 20   | Espanya      | Ceuta                      |
| 10 | Jesús Rendón      | 24   | Espanya      | Barbate                    |
| 11 | Rafa Romera       | 23   | Espanya      | Adamuz                     |
| 12 | Anne Lukin        | 18   | Espanya      | Pamplona                   |
| 13 | Javy Ramírez      | 21   | Espanya      | Barbate                    |
| 14 | Nick Martínez     | 19   | Espanya      | Sant Cugat del Vallès      |
| 15 | Eli Sánchez       | 19   | Espanya      | Las Palmas de Gran Canaria |
| 16 | Ariadna Tortosa   | 18   | Espanya      | Sant Joan Despí            |

### Operación Triunfo 2023 (2023-2024)
| Nº | Concursant      | Edat | Nacionalitat    | Residència                 |
| 1  | Naiara Moreno   | 26   | Espanya         | Saragossa                  |
| 2  | Paul Thin       | 21   | Espanya         | Armilla                    |
| 3  | Ruslana         | 18   | Ucraïna/Espanya | Madrid                     |
| 4  | Juanjo Bona     | 20   | Espanya         | Magallón                   |
| 5  | Lucas Curotto   | 22   | Uruguai/Espanya | Montevideo                 |
| 6  | Martin Urrutia  | 18   | Espanya         | Getxo                      |
| 7  | Bea Fernández   | 19   | Espanya         | San Fernando de Henares    |
| 8  | Chiara Oliver   | 19   | Espanya         | Ciutadella de Menorca      |
| 9  | Álvaro Mayo     | 21   | Espanya         | Sevilla                    |
| 10 | Cris Bartolomé  | 24   | Espanya         | San Cristóbal de la Laguna |
| 11 | Violeta Hódar   | 23   | Espanya         | Motril                     |
| 12 | Álex Márquez    | 25   | Espanya         | Córdoba                    |
| 13 | Salma Díaz      | 20   | Espanya         | Mijas                      |
| 14 | Denna Ruiz      | 22   | Espanya         | Ogíjares                   |
| 15 | Omar Samba      | 26   | Espanya         | Yunquera de Henares        |
| 16 | Suzette Correia | 22   | Espanya         | Santa Cruz de Tenerife     |

## Polèmica i controvèrsia
Operación Triunfo, des dels seus orígens, sempre ha estat un format polèmic i controvertit. Principalment pel seu estil de "reality-xou", en el qual podem observar la vida dels participants les 24 hores del dia, ha estat un dels principals motius de crítica dels detractors del concurs, afirmant aquests, que un format com el d'Operació Triunfo resta serietat. A més, també existeix polèmica quant a l'elecció dels participants, majoritàriament joves, i els estils musicals que es prodiguen en el programa, pop i estils similars, al·legant d'aquesta forma que es creguin uns continguts musicals absents de valor i purament comercials, dirigits expressament a un públic jove.
D'altra banda, els defensors d'aquest format afirmen que es dona una gran oportunitat a persones anònimes, que de cap altra manera no haguessin estat capaces de donar-se a conèixer, descentralitzant així la popularitat de "els de sempre", i renovant el panorama musical.

## Audiències: Totes les edicions
| Edició                 | Any       | Canal                 | Nombre d'espectadors | Share | Gran final        |
| ---------------------- | --------- | --------------------- | -------------------- | ----- | ----------------- |
| Operación Triunfo 1    | 2001-2002 | La 1 La 2             | 6.895.000            | 44,2% | 12.873.000 (68%)  |
| Operación Triunfo 2    | 2002-2003 | La 1 La 2             | 5.599.000            | 36,8% | 7.764.000 (49%)   |
| Operación Triunfo 3    | 2003-2004 | La 1 La 2             | 3.415.000            | 25,5% | 3.914.000 (28,4%) |
| Operación Triunfo 4    | 2005      | Telecinco             | 4.848.000            | 37,6% | 6.745.000 (41,6%) |
| Operación Triunfo 5    | 2006-2007 | Telecinco             | 4.300.000            | 27%   | 4.833.000 (28,8%) |
| Operación Triunfo 6    | 2008      | Telecinco Telecinco 2 | 3.812.000            | 26,4% | 4.282.000 (34,4%) |
| Operación Triunfo 7    | 2009      | Telecinco LaSiete     | 2.580.000            | 18,9% | 2.268.000 (19,0%) |
| Operación Triunfo 8    | 2011      | Telecinco LaSiete     | 2.286.000            | 13,9% | 2.576.000 (14,7%) |
| Operación Triunfo 2017 | 2017-2018 | La 1 La 2             | 2.432.000            | 19,0% | 3.925.000 (30,8%) |
| Operación Triunfo 2018 | 2018      | La 1 La 2             | 1.962.000            | 16,4% | 2.231.000 (19,4%) |
| Operación Triunfo 2020 | 2020      | La 1 La 2             | 1.650.000            | 12,2% | 1.812.000 (16,1%) |
| Operación Triunfo 2023 | 2023-2024 | Prime Video           | -                    | -     | -                 |

## Palmarès Operación Triunfo
| Edició | Data      | Campió               | Subcampió          | Tercer           | Quart               | Cinquè             | Sisè             |
| ------ | --------- | -------------------- | ------------------ | ---------------- | ------------------- | ------------------ | ---------------- |
| I      | 2001-2002 | Rosa López           | David Bisbal       | David Bustamante | Chenoa              | Manu Tenorio       | Verónica Romero  |
| II     | 2002-2003 | Ainhoa Cantalapiedra | Manuel Carrasco    | Beth             | Miguel Nández       | Hugo Salazar       | Joan Tena        |
| III    | 2003      | Vicente Seguí        | Ramón del Castillo | Miguel Cadenas   | Davinia             | Mario Martínez     | Leticia Pérez    |
| IV     | 2005      | Sergio Rivero        | Soraya Arnelas     | Víctor Estévez   | Idaira              | Fran Dieli         | Edurne           |
| V      | 2006-2007 | Lorena Gómez         | Daniel Zueras      | Leo Segarra      | Saray Ramírez       | Moritz             | José Galisteo    |
| VI     | 2008      | Virginia Maestro     | Pablo López        | Chipper Cooke    | Manu Castellano     | Sandra Criado      | Mimi Segura      |
| VII    | 2009      | Mario Álvarez        | Brenda Mau         | Jon Allende      | Ángel Capel         | Patricia Navarro   | Silvia Parejo    |
| VIII   | 2011      | Nahuel Sachak        | Álex Forriols      | Jefferson        | Alexandra Masangkay | Raquel San Nicolás | Josh Prada       |
| IX     | 2017-2018 | Amaia Romero         | Aitana Ocaña       | Miriam Rodríguez | Alfred Garcia       | Ana Guerra         | Agoney Hernández |
|        |           |                      |                    |                  |                     |                    |                  |
| X      | 2018      | Famous Oberogo       | Alba Reche         | Natalia Lacunza  | Sabela Ramil        | Julia Medina       | Miki Núñez       |
|        |           |                      |                    |                  |                     |                    |                  |
| XI     | 2020      | Nia Correia          | Flavio Fernández   | Eva B            | Anajú               | Hugo Cobo          | Maialen Gurbindo |
|        |           |                      |                    |                  |                     |                    |                  |
| XII    | 2023-2024 | Naiara Moreno        | Paul Thin          | Ruslana          | Juanjo Bona         | Lucas Curotto      | Martin Urrutia   |

## Premis
És el programa musical més premiat amb un TP d'Or (juntament amb Aplauso) i amb més nominacions de la història.
Al programa:
- Premis TP d'Or 2001 Millor Programa d'espectacles i entretenimient- guanyador-
- Premis TP d'Or 2002 Millor Programa d'espectacles i entretenimient- guanyador-
- Premis TP d'Or 2003 Millor Concurs Reality-guanyador-
- Premis TP d'Or 2005 Millor Concurs Reality - nominat- (guanyador: ¡Mira quién baila!)
- Premis TP d'Or 2006 Millor Reality- guanyador-
- Premis TP d'Or 2007 Millor Reality - nominat- (guanyador: Gran Hermano)
- Premis Ondas 2018 Fenomen musical de l'any- guanyador-
- Premis Ondas 2018 Millor Programa d'entreteniment- guanyador-
- Premis Dial 2017 Fenomen musical de l'any- guanyador-[27]

Al presentador:
- Premis TP d'Or 2001 Millor Presentador Carlos Lozano- guanyador-
- Premis TP d'Or 2002 Millor Presentador Carlos Lozano- nominat-
- Premis TP d'Or 2006 Millor Presentador de Varietats i Espectacles -Jesús Vázquez- guanyador-
- Premis TP d'Or 2007 Millor Presentador/a de Varietats i Espectacle Jesús Vázquez -nominat-
- Premis Iris 2018 Millor Presentador Roberto Leal- guanyador-